# Hurts (SX)
Hurts is een nummer van de Belgische indiepopband SX uit 2016. Het is de eerste single van hun derde studioalbum Alphabet.
"Hurts" gaat over de pijn van het opgroeien. Hoewel het nummer minder toegankelijk klinkt dan het vorige werk van SX, bereikte het wel de Vlaamse Ultratop 50, hun eerste notering in deze lijst in drieënhalf jaar. Het bereikte de 40e positie, waarmee het ook meteen de laatste Ultratop 50-hit werd voor de band.

## Tracklijst
- Muziekdownload

1. "Hurts" - 3:17